# Sarcodon calvatus
Sarcodon calvatus är en svampart som först beskrevs av K.A. Harrison, och fick sitt nu gällande namn av K.A. Harrison 1984. Sarcodon calvatus ingår i släktet Sarcodon och familjen Bankeraceae.   Inga underarter finns listade i Catalogue of Life.